# Подгарничная
Подгарничная (ручей Подгарничная, ручей Гарничный) — река в Свердловской области. Левый приток реки Турья, впадает в Сосьву в 22 километрах от её устья.
Исток — в лесах в городском округе Краснотурьинск, устье в Серовском городском округе возле посёлка Подгарничный. Сосьва у посёлка разделяется на два рукава, Подгарничная впадает в левый (северный).

## Данные водного реестра
По данным государственного водного реестра России, река Подгарничная относится к Иртышскому бассейновому округу, водохозяйственный участок реки — Сосьва от истока до в/п деревни Морозково, речной подбассейн реки — Тобол. Речной бассейн реки — Иртыш.
Код водного объекта: 14010502412211200010353.